# Frygisk mössa

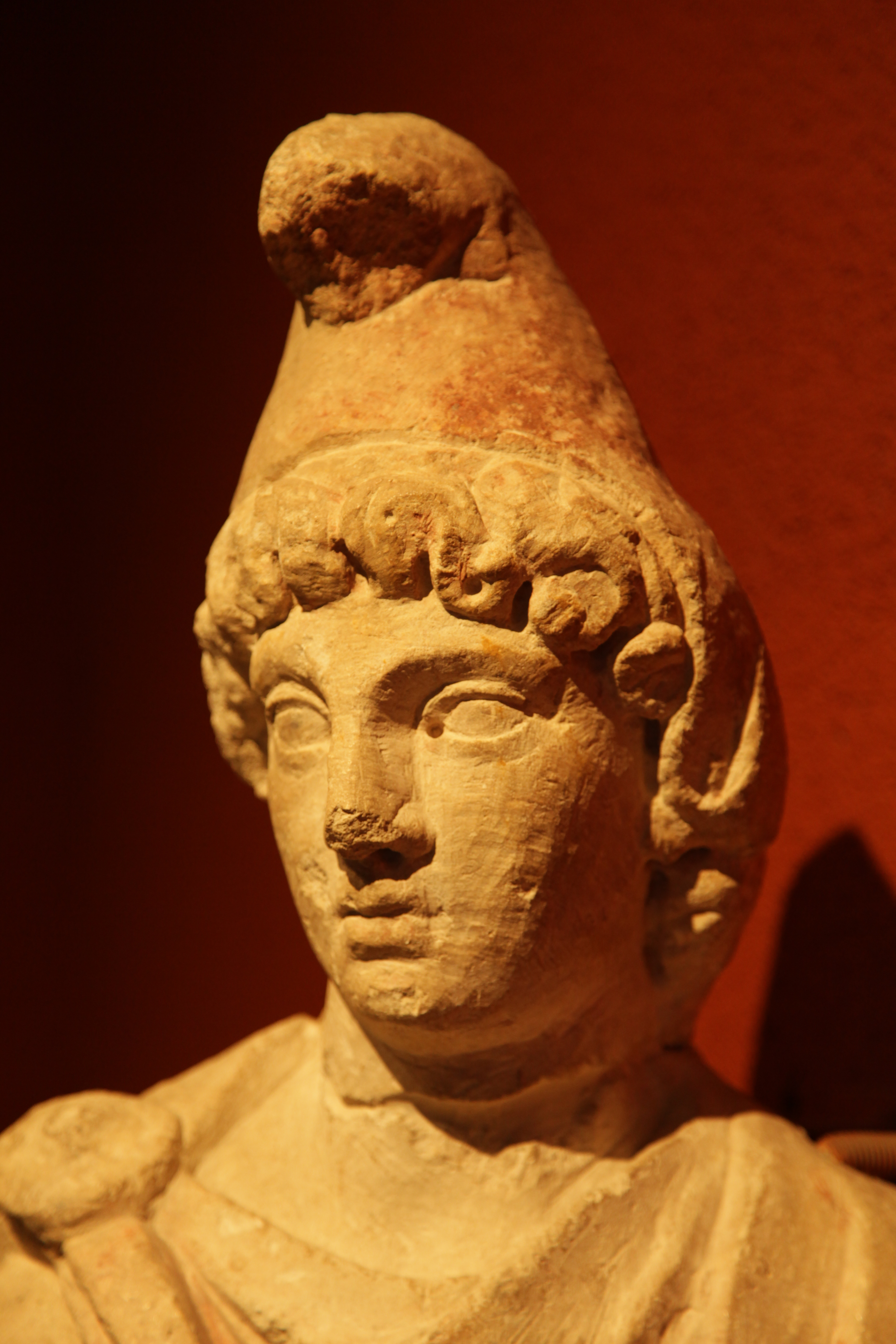
Frygisk mössa från antiken.

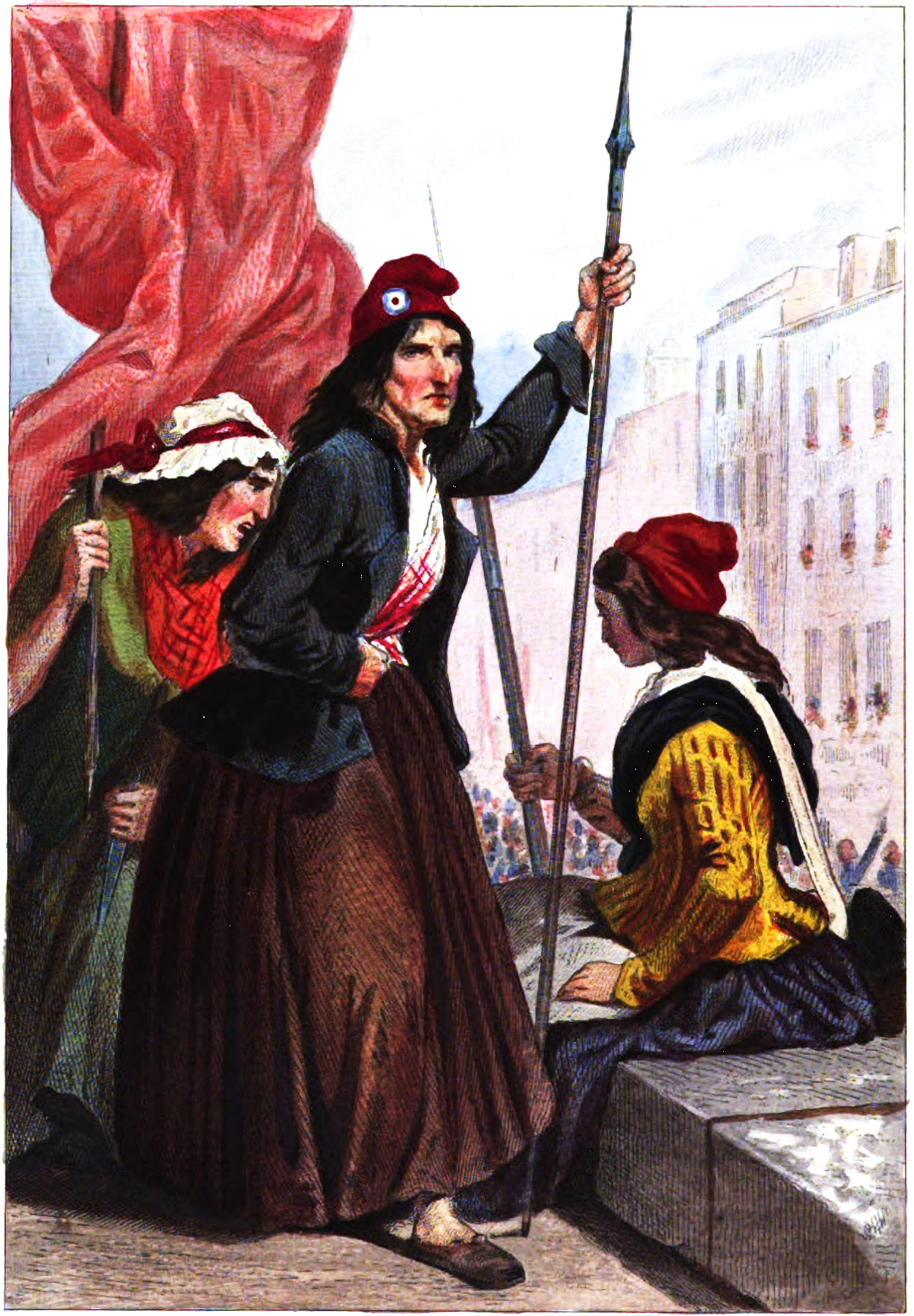
Franska revolutionens kvinnor.

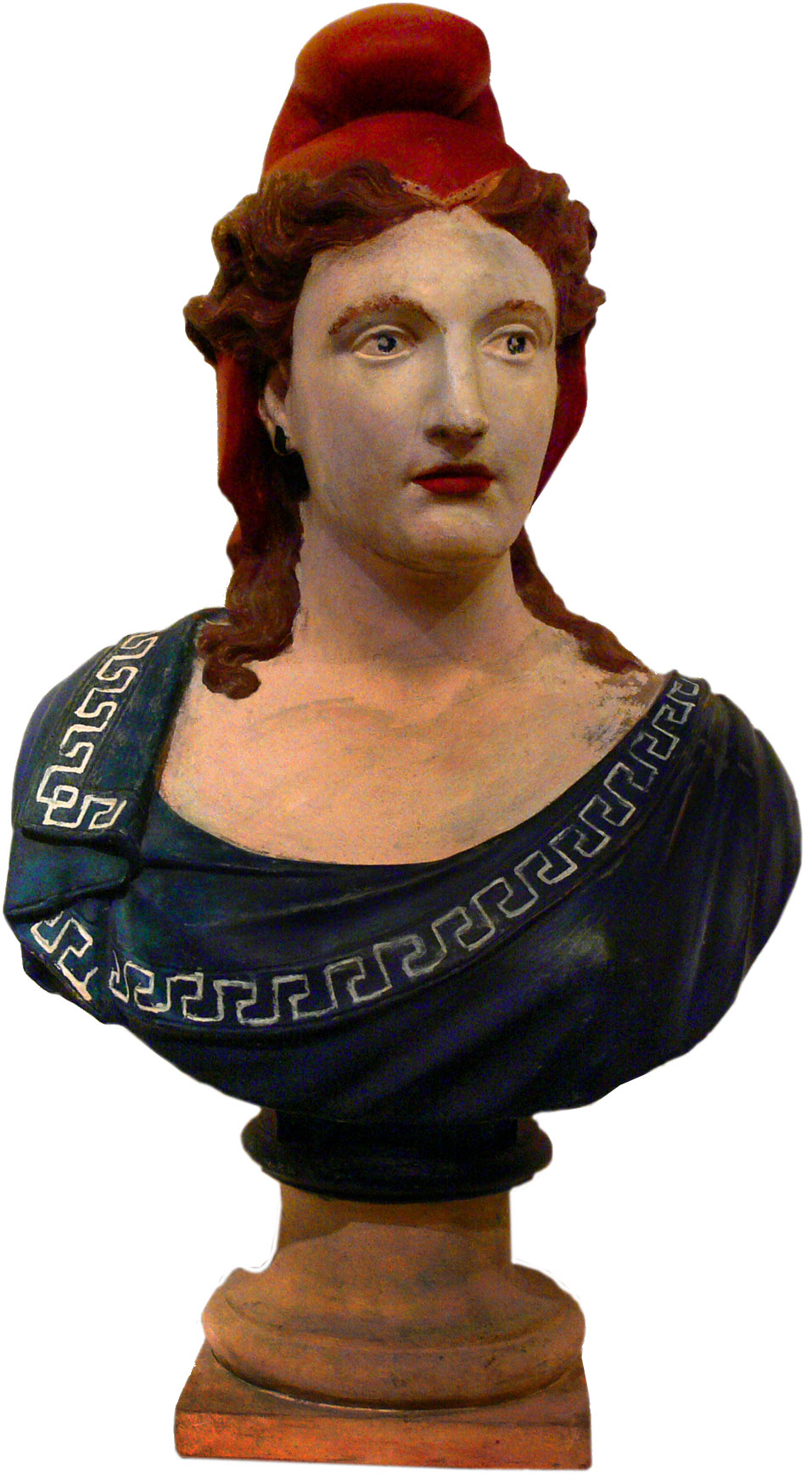
Marianne: symbol för den franska republiken.

Frygisk mössa, frihetsmössa eller jakobinmössa, är en mjuk, kägelformig toppmössa med framåt nedhängande topp och öronlappar, som under antiken begagnades av grekerna i Mindre Asien och ibland förekommer på antika konstverk. Mössans form återupptogs under franska revolutionen och den frygiska mössan blev då en symbol för kravet på att införa republik. Den frygiska mössan har iranskt ursprung och förekommer för första gången på reliefer i akemenidernas huvudstad Persepolis.

## Ursprung
Det som kom att betecknas som den "frygiska mössan" användes ursprungligen av flera iranska folk, inklusive skyter, meder och perser. Av antika grekiska författare framgår att den iranska varianten också var en mjuk huvudbonad och kallad tiāra på fornpersiska. Grekerna kallade huvudbonaden för "frygisk mössa" och frygierna lånade den sannolikt från Iran, eftersom den förekom bland i stort sett alla iranska folk, från Kappadokien (fornpersiska Katpatuka) i väst till sakerna (fornpersiska: sakā) i öst. Den frygiska mössan finns för första gången återgiven på palatsrelieferna i Persepolis. Alla iranska varianter av mössan var mjuka och den berömda "upprättstående" (grekiska orthē) bars enbart av den akemenidiske kungen.
I modern tid har mössan förekommit bland neapolitanska sjömän. Av samma form var också den frygiska hjälmen. Frigivna slavar i antikens Rom bar frygiska mössor för att visa sin frihet. Därifrån härleddes den som symbol för frihet under upplysningstiden.

## Under franska revolutionen
Den frygiska mössan återföddes under franska revolutionen som en allmänt brukad spetsig huvudbonad av rödfärgat ylle, prydd med en stor trefärgad kokard. Den franska benämningen är ofta bonnet rouge ("röd mössa"). Enligt en tradition ska den ha blivit på modet i Paris 1792 då en grupp före detta galärslavar återvände dit efter sitt frisläppande. De hade tidigare tjänat i regementet Lullin de Châteauvieux men hade gjort myteri och därefter dömts till galärerna. Även kvinnor använde den. Den blev en frihetssymbol för de radikalaste revolutionsmännen, som uppträdde i denna mössa vid politiska folkmöten och på politiska klubbar. Vid upploppet i Paris den 20 juni 1792 tvingades Ludvig XVI sätta på sig en frihetsmössa. I övrigt förekom frihetsmössan på offentliga handlingar, i stämplar, sigill och så vidare.
Robespierre, Danton, Saint-Just med flera av de ledande revolutionärerna tog dock aldrig på sig någon frygisk mössa, och Robespierre fördömde rentav dess användning. Efter Thermidorkrisen (1794) kom den alltmer ur bruk, och senare försök att få den på modet igen misslyckades.

## I modern symbolik
En frygisk mössa förekommer bland annat på:
- Argentinas statsvapen
- Bolivias statsvapen
- Colombias statsvapen
- El Salvadors statsvapen
- Kubas statsvapen
- Nicaraguas statsvapen
- USA:s senats emblem
- målningen Friheten på barrikaderna
- seriefigurerna smurfarna[5]